# 452 aC
El 452 aC va ser un any del calendari romà prejulià. Era l'any 302 ab urbe condita, o de la fundació de Roma. La denominació 452 aC per a aquest any s'ha emprat des de l'edat mitjana, quan el calendari Anno Domini va ser el mètode més usat a Europa per a anomenar els anys.

## Esdeveniments
- Ió de Quios escriu la seva primera tragèdia.[2]
- Un grup de sibarites exiliats o de descendents de sibarites van intentar establir una nova ciutat, Túrios, sota la direcció de caps d'origen tessali, prop de la destruïda ciutat de Síbaris. La colònia va arribar aviat a ser molt pròspera.[3]
- Publi Sesti Capitolí Vaticà i Tit Meneni Lanat van ser elegits cònsols romans.[4]